# ناحیه مموت
ناحیه مموت (به لاتین: Memot District) یک ناحیه در کامبوج است که در استان کامپونگ چام واقع شده‌است.

## خصوصیات
ناحیه مموت ۱۱۱٬۲۹۶ نفر جمعیت دارد.